# شماتت

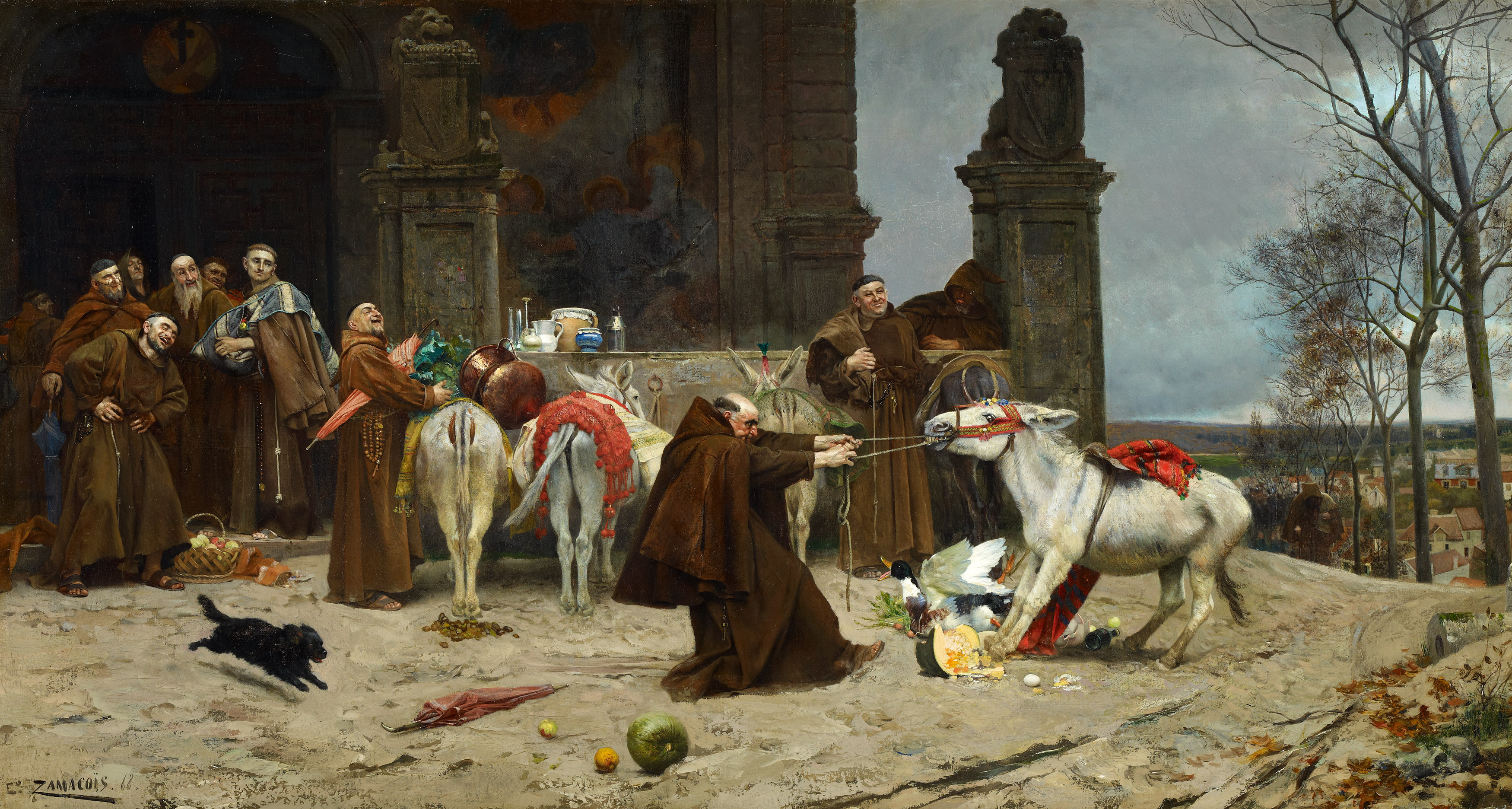
نقاشی بازگشت به صومعه (۱۸۶۸)، اثر Eduardo Zamacois y Zabala. به خنده‌های گروهی از راهبان به راهبِ تنها، که در حال کشمکش با خر است، توجه کنید.

شماتت  یا شادی دگررنجوری (به آلمانی: Schadenfreude) شادی از رنج و بدبختی دیگران. واژهٔ «شادن‌فرویده» از آلمانی به زبان‌های بسیاری، ازجمله انگلیسی و چندین زبان دیگرِ اروپایی وارد شده است و به‌معنای احساس شادی از دیدن یا شنیدنِ مشکلات یا شکستِ دیگران است و باعث ایجاد احساس رضایت از خود می‌شود.